# Partido judicial de Medina de Rioseco
El partido judicial de Medina de Rioseco es uno de los tres partidos judiciales que integran la provincia de Valladolid. La cabeza de este partido administrativo (n.º 3) es Medina de Rioseco. Engloba a 17 114 habitantes (Ministerio de Justicia, 2022) y está integrado por 64 municipios, que representan una extensión de 2 233,6 km².

## Municipios
El ámbito territorial comprende los municipios de:
- Aguilar de Campos
- Barcial de la Loma
- Becilla de Valderaduey
- Benafarces
- Berrueces
- Bolaños de Campos
- Bustillo de Chaves
- Cabezón de Valderaduey
- Cabreros del Monte
- Castrobol
- Castromembibre
- Castromonte
- Castroponce
- Ceinos de Campos
- Cuenca de Campos
- Fontihoyuelo
- Gatón de Campos
- Herrín de Campos
- Mayorga
- Medina de Rioseco
- Melgar de Abajo
- Melgar de Arriba
- Monasterio de Vega
- Montealegre de Campos
- Moral de la Reina
- Morales de Campos
- La Mudarra
- Palazuelo de Vedija
- Pozuelo de la Orden
- Quintanilla del Molar
- Roales de Campos
- Saelices de Mayorga
- San Pedro de Latarce
- Santa Eufemia del Arroyo
- Santervás de Campos
- Tamariz de Campos
- Tiedra
- Tordehumos
- La Unión de Campos
- Urones de Castroponce
- Urueña
- Valdenebro de los Valles
- Valdunquillo
- Valverde de Campos
- Vega de Ruiponce
- Villabaruz de Campos
- Villabrágima
- Villacarralón
- Villacid de Campos
- Villafrades de Campos
- Villafrechós
- Villagarcía de Campos
- Villagómez la Nueva
- Villalán de Campos
- Villalba de la Loma
- Villalba de los Alcores
- Villalón de Campos
- Villamuriel de Campos
- Villanueva de la Condesa
- Villanueva de los Caballeros
- Villanueva de San Mancio
- Villardefrades
- Villavellid
- Villavicencio de los Caballeros